# Moinba
Moinba (chiń. 门巴族, Ménbā Zú) – oficjalnie uznana mniejszość narodowa w Chińskiej Republice Ludowej, z grupy ludów tybetańskich. Mieszkają przede wszystkim w powiatach Medog, Nyingchi i Cona  w południowym Tybecie. Zamieszkują też stan Arunachal Pradesh  w Indiach. Do południowego Tybetu przybyli stosunkowo niedawno, prawdopodobnie ok. 300 lat temu. Według spisu powszechnego z 1990 liczyli 7475 członków, ale ludzi mówiących językami moinba jest dużo więcej, podobnie jak ludzi identyfikujących się kulturowo w ten sposób.
Języki moinba tworzą wysoce zróżnicowaną grupę, z wieloma dialektami. Dwa główne języki, wzajemnie niezrozumiałe, dzielą Moinba na dwa ludy, które są jednak oficjalnie uznane za jedną grupę. Językiem cuona monba (czasem klasyfikowanym też jako dialekt języka tybetańskiego) mówi ok. 30 tysięcy osób; motuo monba – ok. 5 tysięcy.
Są rolnikami uprawiającymi ryż, kukurydzę, proso, grykę, soję i sezam; hodują owce i bydło, uzupełniają też dietę dzięki polowaniu. Zamieszkują izolowane obszary południowego Tybetu, wysokie góry lub głębokie doliny, w które zostali zepchnięci przez Tybetańczyków. Od XIV w. do lat 50. władzę typu feudalnego na ich terenach sprawowały klasztory buddyjskie.
Od otaczających ich Tybetańczyków, odróżniają się strojem: w Lekpo typowy strój kobiecy to jaskrawo czerwona suknia i czerwony, stożkowaty kapelusz. W regionie Medog noszą pasiaste, wielokolorowe fartuchy.
Dawniej praktykowali poliandrię i poligynię, obecnie są monogamiczni. Małżonkowie zajmują podobną pozycję w małżeństwie. Większość Moinba wyznaje buddyzm tybetański i jest głęboko religijna, wierzy w ostateczne osiągnięcie nirvany, po wielu cyklach wcieleń. Praktykują podobne Tybetańczykom obrządki tak jak np. pogrzeb podniebny, wodny czy kremację. Najważniejszy klasztor Moinba znajduje się w Tawang. Zachowała się też częściowo obrzędowość szamańska. Z  Moinba wywodził się szósty dalajlama, Cangjang Gjaco.